# Mimosa peduncularis
Mimosa peduncularis är en ärtväxtart som beskrevs av George Bentham. Mimosa peduncularis ingår i släktet mimosor, och familjen ärtväxter.

## Underarter
Arten delas in i följande underarter:
- M. p. peduncularis
- M. p. rufescens